# Синій лобстер
Синій лобстер (лат. Homarus gammarus) — вид морської ракоподібної тварини з родини Homaridae. Цей вид лобстера має особливе забарвлення панцира, який може мати відтінки від блакитного до темно-синього кольору. Синій лобстер є досить рідкісним видом, і його часто сприймають як символ щастя та удачі.

## Опис
Синій лобстер зазвичай зростає до 25-30 см завдовжки, але може досягати 60 см в довжину. Він має міцний панцир, що захищає його від нападу ворогів. Синій лобстер має дві великі застібки на кінці кінцівок, які він використовує для захисту та нападу.
Синій лобстер може жити до 100 років в природному середовищі. Він є нічним хижаком і полює на морських тварин, таких як молюски, ракоподібні та риба.

## Поширення
Синій лобстер є найбільш поширеним видом лобстерів у Північній Атлантиці, зокрема, він зустрічається у прибережних водах Атлантичного океану, від Марокко до Норвегії. Він також зустрічається у затоках та затоках Східного узбережжя Північної Америки.
Синій лобстер відрізняється від своїх більш звичайних родичів — американського лобстера та європейського лобстера — своїм забарвленням. Більшість лобстерів має зелено-коричневий панцир, тоді як синій лобстер має синій відтінок, завдяки якому його легко впізнати серед інших лобстерів.
Хоча синій лобстер не знаходиться під загрозою вимирання, він є предметом комерційного промислу, і в багатьох місцях його зловлення регулюється законодавством.
Окрім цього, синій лобстер може бути погано пристосований до змін клімату та забруднення морського середовища, що може впливати на його здоров'я та життєздатність.
Охорона синього лобстера полягає у збереженні природного середовища та запобіганні забрудненню водних ресурсів. Також, важливим є розвиток сталих технологій та практик рибальства, які дозволяють зберігати популяції лобстерів та інших морських тварин.